# 氦核作用

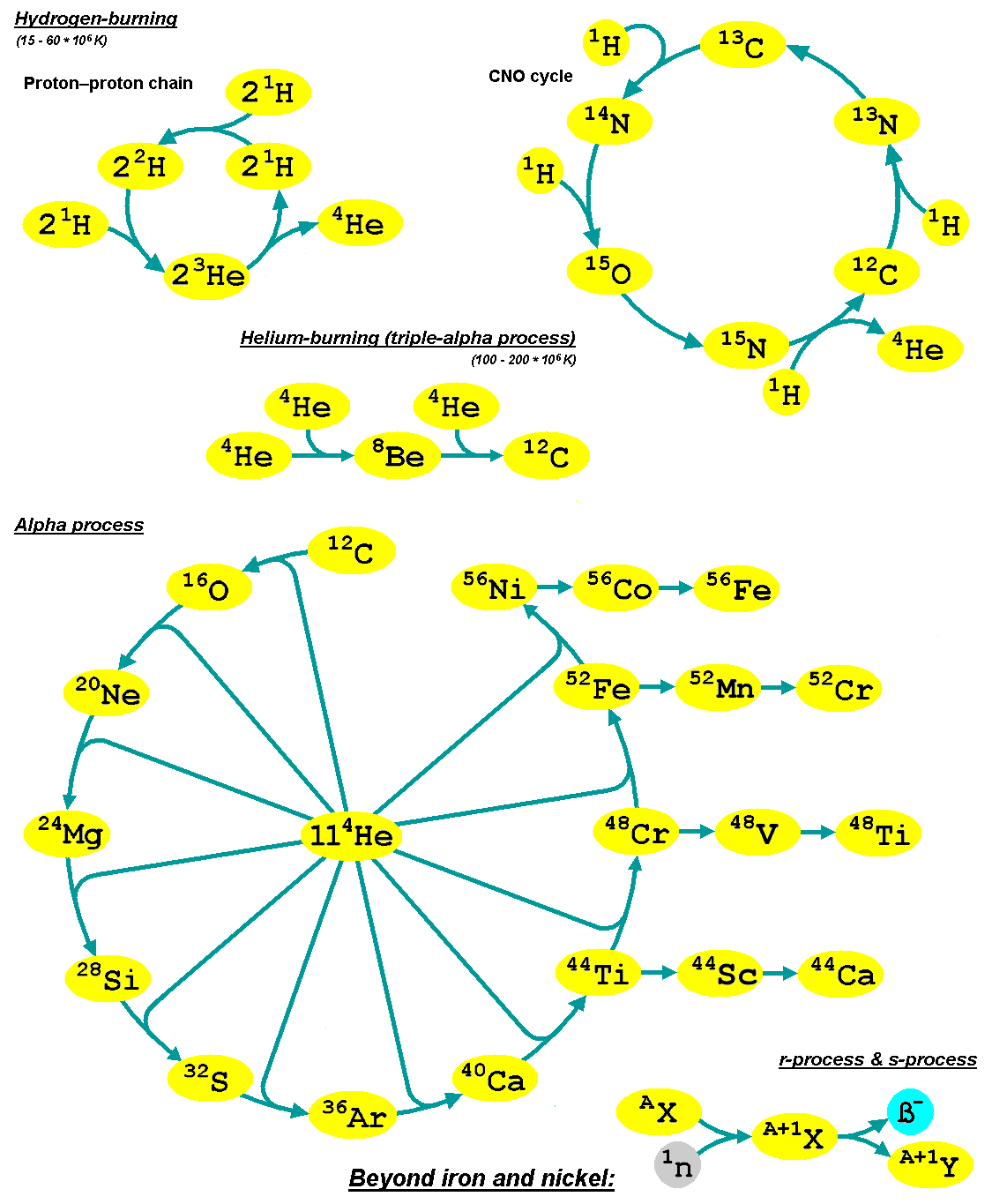
通过氦核作用产生的除碳以外的元素

氦核作用 （或α作用、α反應））是兩種核融合的類型之一，能將恆星的氦轉換成重元素，另一種即是3氦過程（3α反應）。當3氦反應進行時三重α工藝僅消耗氦氣，並產生碳。當積累足夠的碳後，以下的反應將發生，所有反應僅消耗氦氣和先前反應的產物。
{\displaystyle \mathrm {_{6}^{12}C} +\mathrm {_{2}^{4}He} \rightarrow \mathrm {_{8}^{16}O} +\gamma +Q}, Q = 7.16 MeV
{\displaystyle \mathrm {_{8}^{16}O} +\mathrm {_{2}^{4}He} \rightarrow \mathrm {_{10}^{20}Ne} +\gamma +Q}, Q = 4.73 MeV
{\displaystyle \mathrm {_{10}^{20}Ne} +\mathrm {_{2}^{4}He} \rightarrow \mathrm {_{12}^{24}Mg} +\gamma +Q}, Q = 9.31 MeV
{\displaystyle \mathrm {_{12}^{24}Mg} +\mathrm {_{2}^{4}He} \rightarrow \mathrm {_{14}^{28}Si} +\gamma +Q}, Q = 9.98 MeV
{\displaystyle \mathrm {_{14}^{28}Si} +\mathrm {_{2}^{4}He} \rightarrow \mathrm {_{16}^{32}S} +\gamma +Q}, Q = 6.95 MeV
{\displaystyle \mathrm {_{16}^{32}S} +\mathrm {_{2}^{4}He} \rightarrow \mathrm {_{18}^{36}Ar} +\gamma }
{\displaystyle \mathrm {_{18}^{36}Ar} +\mathrm {_{2}^{4}He} \rightarrow \mathrm {_{20}^{40}Ca} +\gamma }
{\displaystyle \mathrm {_{20}^{40}Ca} +\mathrm {_{2}^{4}He} \rightarrow \mathrm {_{22}^{44}Ti} +\gamma }
{\displaystyle \mathrm {_{22}^{44}Ti} +\mathrm {_{2}^{4}He} \rightarrow \mathrm {_{24}^{48}Cr} +\gamma }
{\displaystyle \mathrm {_{24}^{48}Cr} +\mathrm {_{2}^{4}He} \rightarrow \mathrm {_{26}^{52}Fe} +\gamma }
{\displaystyle \mathrm {_{26}^{52}Fe} +\mathrm {_{2}^{4}He} \rightarrow \mathrm {_{28}^{56}Ni} +\gamma }
反应的过程是：
氦-4 → 铍-8 → 碳-12 → 氧-16 → 氖-20 → 镁-24 → 矽–28 → 硫–32 → 氩–36 → 钙–40 → 钛–44 → 铬–48 → 铁–52 → 镍–56
其中从氦-4开始到矽-28的反应过程叫氦聚变，从矽-28开始至镍-56的反应过程叫矽燃烧过程。所有這些反應在恆星內部發生的比率都不高，因此對於能量的貢獻並不大；比氖（原子量 > 10）重的元素，由於庫侖障壁的增加，因此不太容易產生。
所謂的α作用元素 （或α元素）是質量為氦核（α粒子）整數倍的同位素，它們的豐度是最高的。
α元素的原子序数≤ 28：He、Be、C、O、Ne、Mg、Si、S、Ar、Ca、Ti、Cr、Fe、Ni。它们在II型超新星的矽融合過程中經由α捕獲而形成，镍-56是大质量恒星以核融合能产生的最后一种元素。
矽和鈣是純粹的α作用元素，鎂可以由氫核捕獲的燃燒過程中產生。至於氧，有些人認為是α作用元素，但也有人認為不是，在金屬量低的第二星族星中，氧確實是α作用元素；其他的在第二型超新星中產生的α作用元素，它們增加的質量都和氦的質量有很好的關聯性。有時候碳和氮也會被視為α作用元素，因為它們是經由α捕獲所形成的元素。
在恆星內的α作用元素豐度通常都以對數的形式來表達：
{\displaystyle [\alpha /Fe]=\log _{10}{\left({\frac {N_{\alpha }}{N_{Fe}}}\right)_{Star}}-\log _{10}{\left({\frac {N_{\alpha }}{N_{Fe}}}\right)_{Sun}}},
此處{\displaystyle N_{\alpha }}和{\displaystyle N_{Fe}}分別是每單位體積內α作用元素和鐵原子的數量。理論的星系演化模型預測在宇宙的早期，相對於鐵有更多的α作用元素。第二型超新星主要合成的元素是氧和α作用元素（氖、鎂、矽、硫、氬、鈣和鈦），而Ia超新星在鐵峰頂產生元素（V、Cr、Mn、Fe、Co和Ni）。

## 参阅
- 3氦過程

## 外部連結
- （英文）The Age, Metallicity and Alpha-Element Abundance of Galactic Globular Clusters from Single Stellar Population Models